# Afspaninrichting
Afspaninrichting is een term die wordt gebruikt bij vervoermiddelen die hun energie halen uit een bovenleiding, zoals trein, tram en trolleybus.
Een afspaninrichting wordt gebruikt om de lengteverandering in bovenleidingen op te vangen. Deze veranderingen treden hoofdzakelijk op door het inkrimpen en uitzetten van het koper door temperatuurwisselingen. 
Meestal wordt hiervoor gebruikgemaakt van betonblokken die op een spie gestapeld worden. Deze spieën worden dan langs katrollen aan weerszijden van een sectie gehangen. Als de lengte van de bovenleiding toeneemt, zullen de gewichten zakken en de draad strak trekken. Als de bovenleiding krimpt, komen de gewichten terug naar boven.
Het benodigde gewicht per spie hangt onder andere af van het type ophanging van de bovenleiding en de lengte van het traject tussen twee gewichten.